# Джміль незвичайний
Джміль незвича́йний (Bombus confusus) — вид комах ряду перетинчастокрилих.

## Поширення
Євро-сибірський вид. Ареал B. confusus охоплює територію Європи на схід від Франції та Іспанії та на північ від Швейцарії та Угорщини до Скандинавського півострова. Східною межею його ареалу є річка Єнісей.
На території України B. confusus поширений у зоні мішаних лісів та лісостеповій зоні.

## Короткий опис імаго
Вічка B. confusus розташовані майже на прямій лінії, тобто не утворюють трикутник. Спинка, 1-й, 2-й і 3-й тергіти черевця в темних волосках. 4-й і 5-й тергіти і краї стернітів черевця в помаранчевих волосках.

## Особливості біології та місця проживання
Гніздується (над землею) на відкритих біотопах: лугах, лісових галявинах, узліссях. Живиться і відповідно є запилювачем рослин із родини бобових, ранникових, складноцвітих.

## Галерея

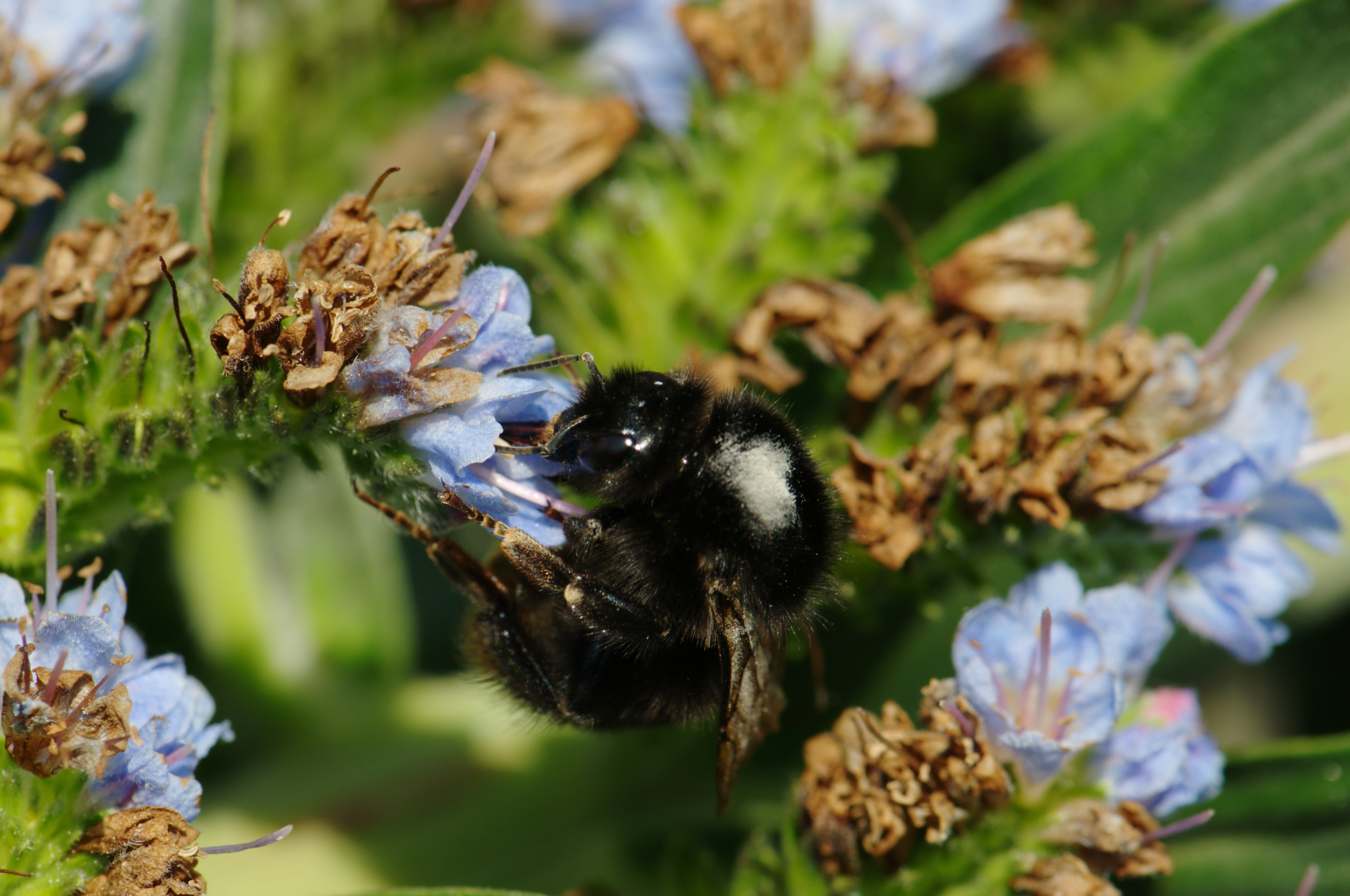
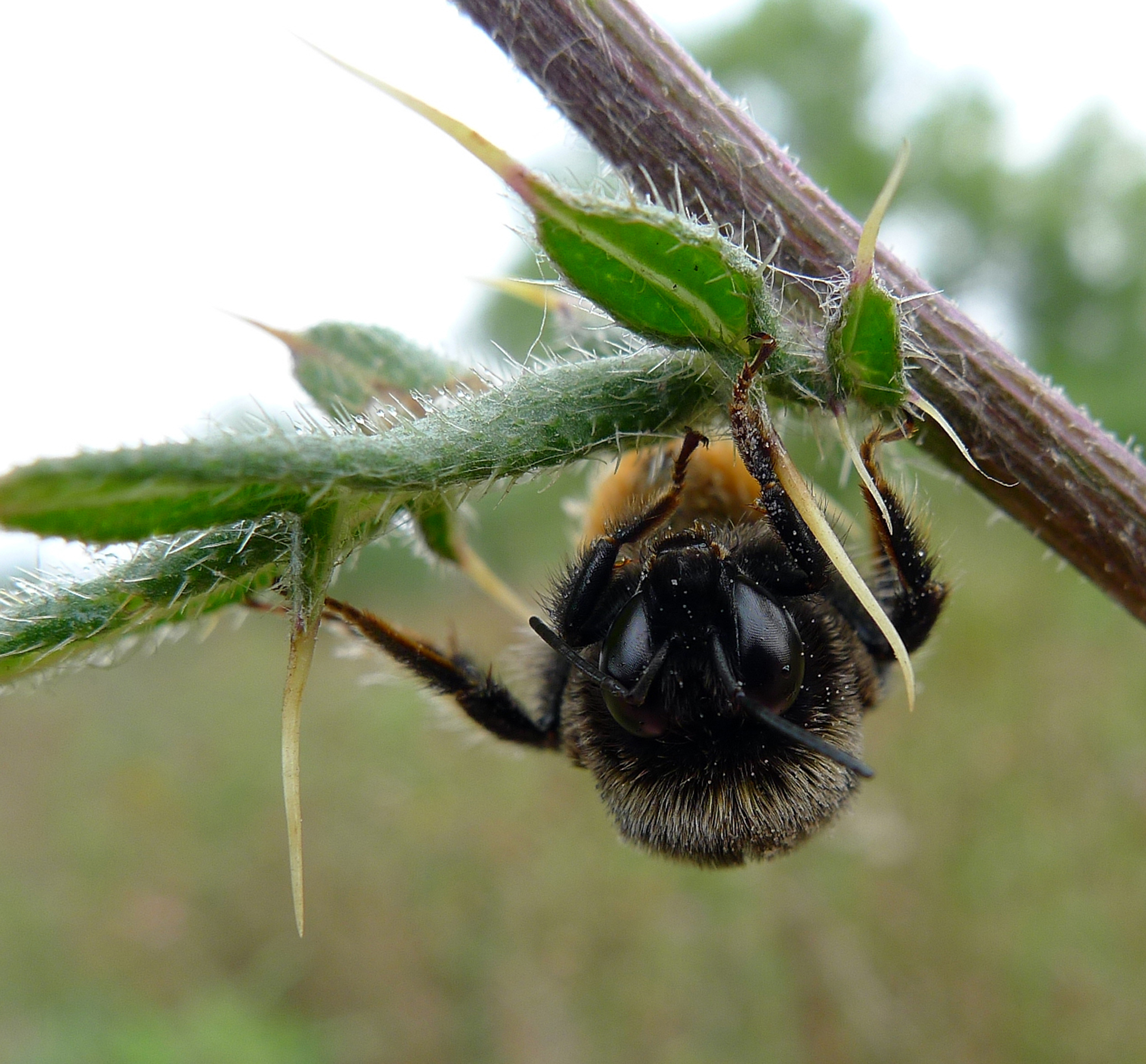
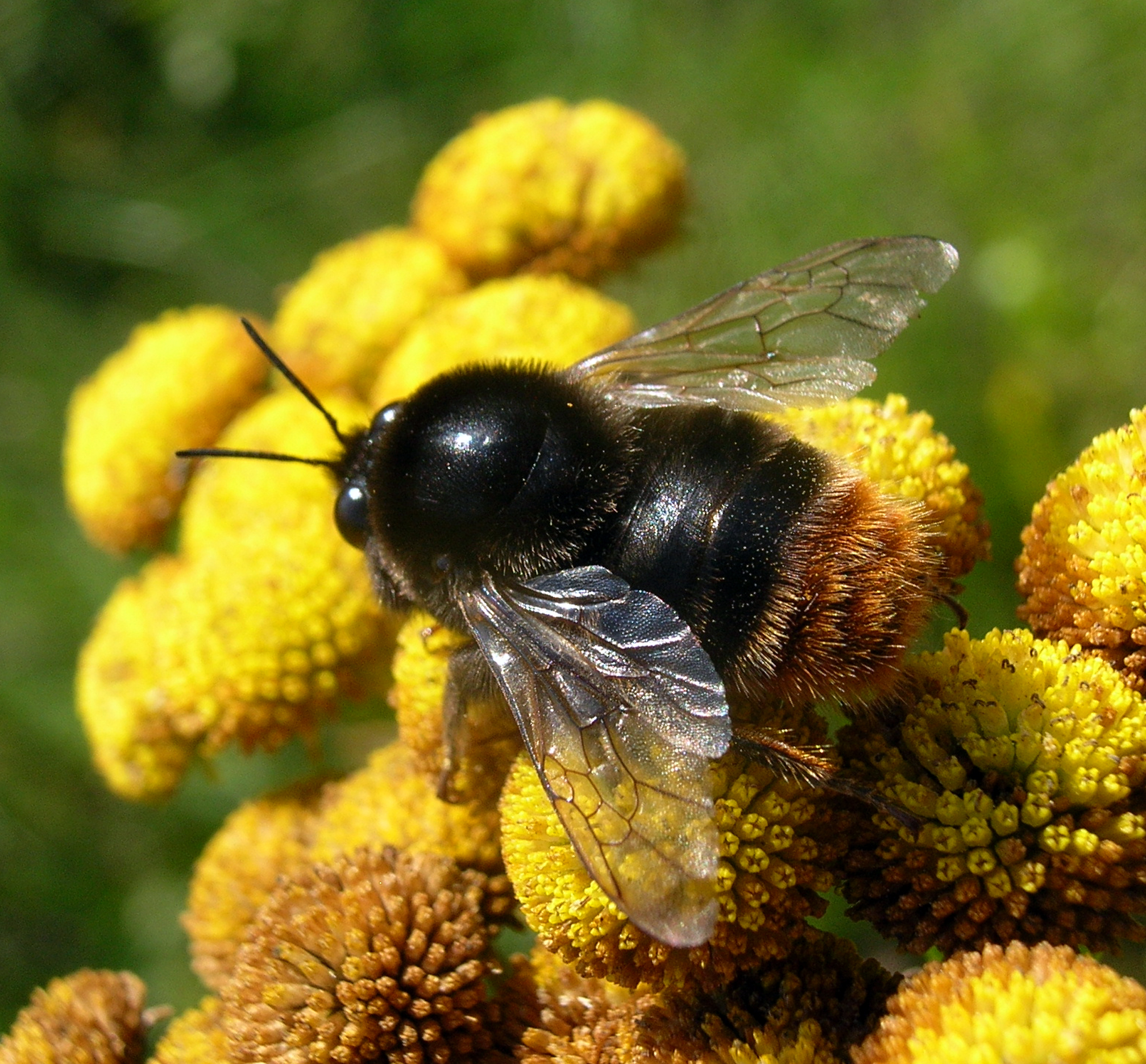
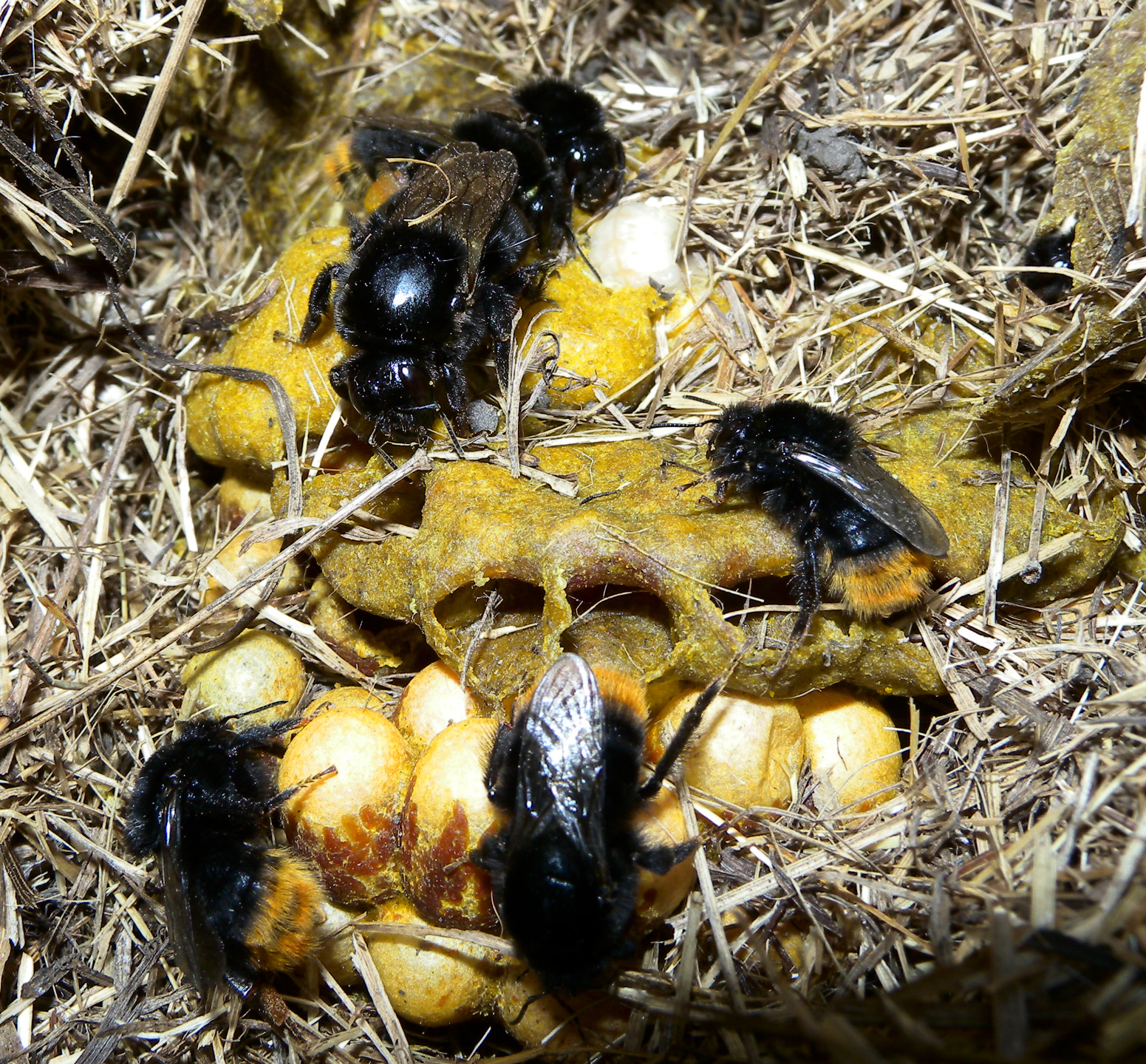